# Haus Circus 5 (Putbus)

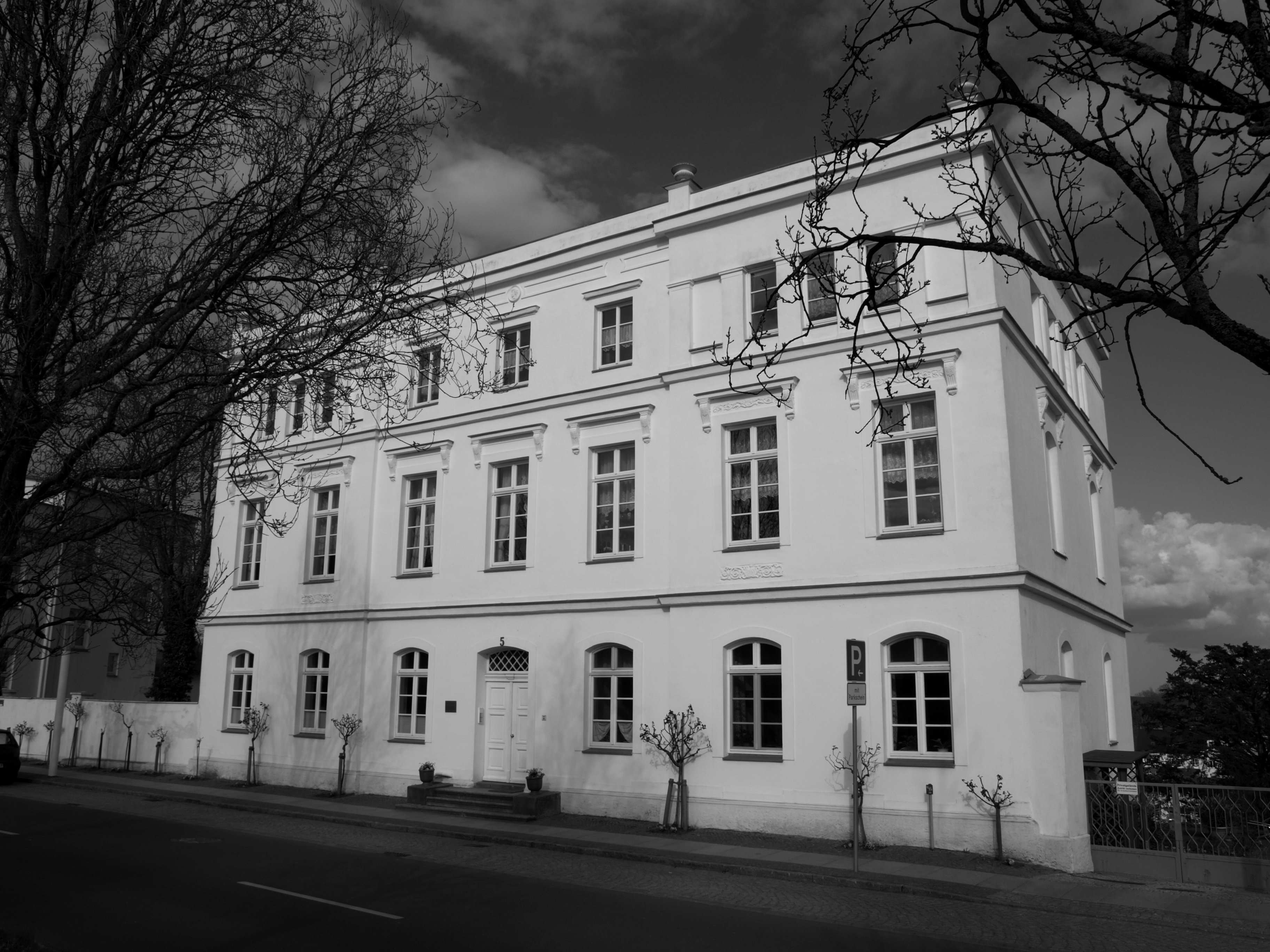

Das Haus Circus 5 in Putbus (Rügen, Mecklenburg-Vorpommern) stammt von um 1840. Es ist heute ein Wohnhaus mit auch anderen Nutzungen.
Das Gebäude steht unter Denkmalschutz.

## Geschichte

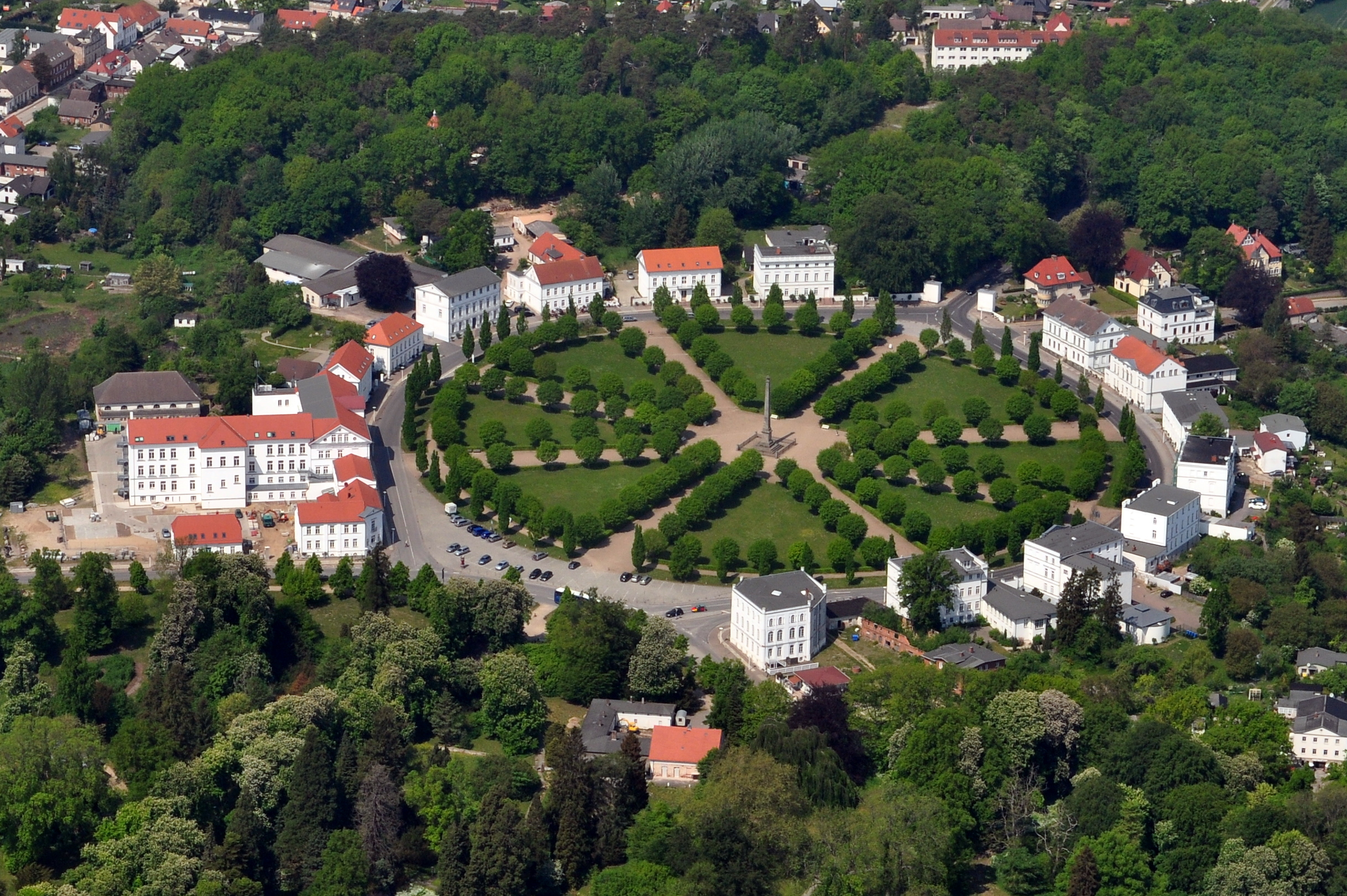
Der Cirkus: Nr. 5: rechts

Das dreigeschossige siebenachsige verputzte klassizistische Haus mit dem mittigen Portal wurde um 1840 im Stile der Berliner Bauschule um Karl Friedrich Schinkel erstellt. Das Wohnhaus wurde in den 1990er/2000er Jahren im Rahmen der Städtebauförderung  umfassend saniert.